# Johann Peter Süssmilch

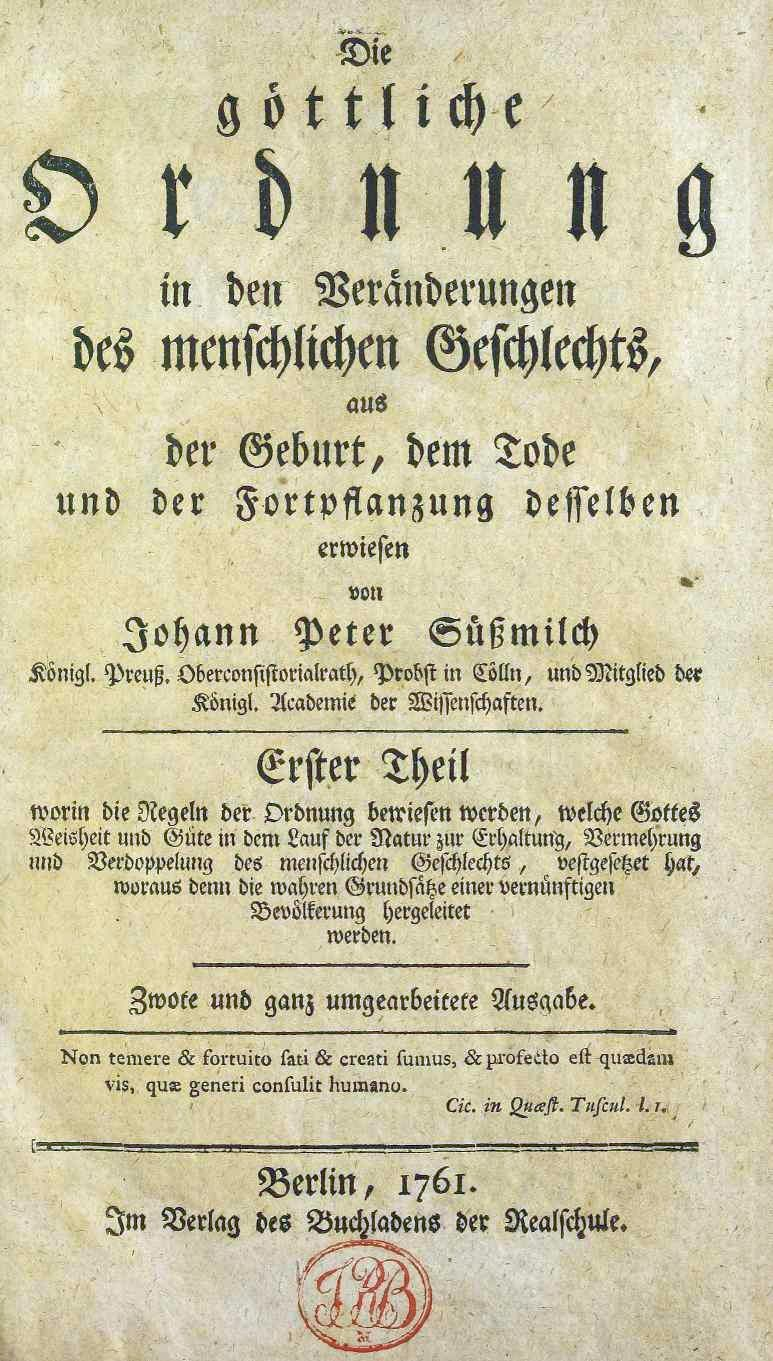
Göttliche Ordnung, 1761

Johann Peter Süssmilch (Zehlendorf, 3 settembre 1707 – Berlino, 22 marzo 1767) è stato un matematico e statistico tedesco, fondatore della moderna demografia.

## Biografia
Studiò medicina e teologia presso le Università di Jena e di Halle e fu cappellano nell'esercito del re di Prussia Federico II, e quindi parroco a Ketzin, nel Brandeburgo. Dal 1742 fu prevosto presso lOberkonsistorialrat a Berlino (Cölln, parrocchia di San Pietro).
Dal 1745 fu membro dell'Accademia delle scienze prussiana. Fu in contatto con Lessing e Kant.

## Opere
Pubblicò nel 1741 a Berlino un volume intitolato Die Göttliche Ordnung ("L'ordine divino").
- (DE) Göttliche Ordnung, Berlin, Buchhandlung der Realschule, 1761.

Si interessò inoltre di linguistica.

### L'Ordine divino
Sulla base delle prime ricerche su larga scala sulla popolazione umana, di tipo statistico, sosteneva che l'esame dei fenomeni della vita (nascite, sposalizi e morti) e le correlazioni individuate tra la mortalità da un lato e la fertilità e gli sposalizi dall'altra, rivelassero una regolarità che l'autore considerava prodotto di un "ordine divino".
Trattò per primo del tasso di mascolinità della popolazione, rilevando una prevalenza dei nati maschi (1 050 maschi ogni 1 000 femmine)
L'opera si diffuse nel Regno Unito, nei Paesi Bassi, in Svizzera, Svezia e Ungheria; rimase invece sconosciuta in Italia e in Francia. Le sue tavole erano ancora utilizzate dalle compagnie di assicurazione nel XIX secolo.
Già la prima edizione mostra di adottare un metodo matematico-statistico, mentre la seconda edizione, più ampia, si estende alle correlazioni economiche e sociali dello sviluppo della popolazione.